# プロディライト
株式会社プロディライト（英: Prodelight Co.,Ltd.）は、本社を大阪市中央区に置く、日本の電気通信事業者である。クラウド上にPBX（構内交換機）を構築する技術を用いた電話システム「INNOVERA（イノベラ）」を開発及び販売している。

## 概要
2008年にコールセンター人材派遣会社として創業。その後コールセンターを自社で運営するにあたり自社開発したクラウド型IP-PBXシステムを一般ユーザー向けにリブランドしたオリジナルのクラウド電話システム「INNOVERA（イノベラ）」を販売。さらに、クラウドPBX上に直接電話回線を収容できるクラウド収容型電話回線「IP-Line（アイピーライン）」の販売も行い、固定電話における大手通信キャリアが提供するものと同等以上のサービスを提供している。また、SIP電話端末販売において2018年世界シェア1位のYealink社SIP電話機の日本総代理店でもある。

## 沿革
- 2008年
  - 株式会社プロディライト創業
- 2015年
  - クラウド電話システム「INNOVERA」及びクラウド直接収容型回線「IP-Line」発売開始
  - 本社を現在地である大阪市中央区高麗橋に移転。福岡県福岡市博多区に 福岡支店を新設
- 2018年
  - 株式会社クルーグを事業譲受、Yealink社とのディストリビューター契約締結
- 2020年
  - INNOVERA初のメジャーアップデート
- 2023年
  - 東京証券取引所グロース市場へ株式を上場[3]
- 2024年
  - 3月「Telful(テルフル)」発売開始

## 事業内容[4]
- システム開発販売事業（クラウド型PBX）
- API連携事業
- 通信事業
- Yealink日本総代理店・販売事業
- 新規支援事業